# Gielno
Gielno (niem. Gellin See) – jezioro w Polsce położone w województwie zachodniopomorskim, w powiecie drawskim, w gminie Drawsko Pomorskie.
Akwen leży na Pojezierzu Drawskim, pomiędzy miejscowościami Karpno i Jutrosin.